# Ichthyomys hydrobates
Ichthyomys hydrobates е вид бозайник от семейство Хомякови (Cricetidae). Видът е почти застрашен от изчезване.

## Разпространение
Разпространен е във Венецуела, Еквадор и Колумбия.